# Felipe Loyola
Felipe Ignacio Loyola Olea (Santiago, Chile, 9 de noviembre de 2000), es un futbolista profesional chileno. Juega de mediocampista, defensa central o lateral y su equipo actual es Independiente de la Liga Profesional de Fútbol de Argentina.

## Trayectoria

### Inicios
Producto de las divisiones inferiores de Colo-Colo, en donde saldría campeón en varias categorías, no sería considerado en el club, por lo que su horizonte deportivo sería fuera del Cacique.

### Fernández Vial
Daría el salto al fútbol profesional siendo cedido al club Fernández Vial para la temporada 2020. Luego de coronarse campeones de la Segunda División Profesional dicha temporada, tras el ascenso es transferido de forma permanente al conjunto aurinegro,luego de que la gerencia deportiva de Colo-Colo, liderada por Marcelo Espina, decidió no ofrecerle un contrato como jugador profesional.
Luego de consumarse su descenso de la categoría de plata del fútbol chileno, en febrero de 2023 es anunciado como nuevo jugador de Huachipato de la Primera División chilena.

### Huachipato
En Huachipato, sería considerado en el primer equipo al mando del DT Gustavo Álvarez, en donde vería sus primeros minutos en la Primera División de Chile. Durante la Temporada 2023, Huachipato tendría un explosivo arranque, ganando sus primeros 4 partidos, intensidad que perduraría y tendría al elenco acerero en los primeros puestos durante todo el año. Durante su primera temporada en Huachipato, Felipe Loyola tendría un explosivo despegue, en donde para el primer semestre pasaría de ver solo 6 minutos de juago a ganarle la pulseada por la banda derecha a Joaquín Gutiérrez para el segundo, siendo prácticamente un titular inamovible. El rápido desarrollo como jugador, sumado a su polifuncionalidad hizo que Loyola fuese considerado por la selección chilena, debutando el 17 de octubre de 2023, además de ser convocado para la selección panamericana en donde se consagró con la medalla de plata en los Juegos Panamericanos 2023.
Terminaría el año siendo campeón de la Primera División con Huachipato, levantando su primer título en la máxima división del fútbol profesional en Chile, siendo categorizado por muchos como uno de los mejores jugadores de la Temporada 2023 y llamando la atención de varios clubes tanto chilenos como extranjeros.
En la temporada 2024, fue fundamental para la clasificación de Huachipato a octavos de final de la Copa Sudamericana 2024, anotando en la histórica victoria ante Grêmio en Porto Alegre por 2 a 0, y jugó su último partido con el equipo acerero en el partido de vuelta ante Racing Club de Montevideo por los play-off de octavos de final, empatando en el global por 3-3 y ganando en la tanda de penales por 3 a 0.

### Independiente
El 10 de agosto de 2024 es anunciado como nuevo jugador de Independiente de la Primera División de Argentina, en un contrato por 4 años.
Entre abril y julio de 2025 desde Independiente se rumorearon ofertas desde el futbol alemán, donde el jugador se iría a cambio de 20 millones de euros lo que hubiese sido una de las mayores ventas de la historia del club.

## Selección nacional

### Selección olímpica
Fue convocado por el entrenador Eduardo Berizzo para ser parte de la selección chilena sub-23, para participar en los Juegos Panamericanos de 2023, debutando ante México el 23 de octubre, jugando los 90 minutos de juego como lateral derecho en la victoria chilena por 1 a 0.

#### Participaciones en Juegos
| Competición               | Sede  | Resultado        | Partidos | Goles | Asist. |
| ------------------------- | ----- | ---------------- | -------- | ----- | ------ |
| Juegos Panamericanos 2023 | Chile | Medalla de plata | 4        | 0     | 0      |

#### Detalles de partidos
| Partidos internacionales con Selección Chilena Sub-23 | Partidos internacionales con Selección Chilena Sub-23 | Partidos internacionales con Selección Chilena Sub-23 | Partidos internacionales con Selección Chilena Sub-23 | Partidos internacionales con Selección Chilena Sub-23 | Partidos internacionales con Selección Chilena Sub-23 | Partidos internacionales con Selección Chilena Sub-23 | Partidos internacionales con Selección Chilena Sub-23 | Partidos internacionales con Selección Chilena Sub-23 |
| N.º                                                   | Fecha                                                 | Estadio                                               | Local                                                 | Resultado                                             | Visitante                                             | Goles                                                 | Asist.                                                | Competición                                           |
| ----------------------------------------------------- | ----------------------------------------------------- | ----------------------------------------------------- | ----------------------------------------------------- | ----------------------------------------------------- | ----------------------------------------------------- | ----------------------------------------------------- | ----------------------------------------------------- | ----------------------------------------------------- |
| 1                                                     | 23 de octubre de 2023                                 | Sausalito, Viña del Mar, Chile                        | Chile                                                 | 1-0                                                   | México                                                |                                                       |                                                       | Juegos Panamericanos 2023                             |
| 2                                                     | 26 de octubre de 2023                                 | Elías Figueroa, Valparaíso, Chile                     | Chile                                                 | 1-0                                                   | Uruguay                                               |                                                       |                                                       | Juegos Panamericanos 2023                             |
| 3                                                     | 26 de octubre de 2023                                 | Elías Figueroa, Valparaíso, Chile                     | Chile                                                 | 1-0                                                   | Estados Unidos                                        |                                                       |                                                       | Juegos Panamericanos 2023                             |
| 4                                                     | 4 de noviembre de 2023                                | Sausalito, Viña del Mar, Chile                        | Chile                                                 | 1-1 (t. s.) 2-4p                                      | Brasil                                                |                                                       |                                                       | Juegos Panamericanos 2023                             |
| Total                                                 | Total                                                 | Total                                                 | Presencias                                            | 4                                                     | Goles                                                 | 0                                                     | 0                                                     |                                                       |

### Selección adulta
Fue nominado por el entrenador Eduardo Berizzo para formar parte de la selección chilena adulta para enfrentar la fecha de clasificatorias para la Copa Mundial de 2026 ante Uruguay y Colombia.También fue convocado para fecha siguiente, ante los combinados de Perú y Venezuela.
El 17 de octubre de 2023, debutó en la selección adulta en el partido ante Venezuela, jugando los 90 minutos de juego como lateral derecho en la derrota chilena por 3:0 en calidad de visita.

#### Participaciones en Clasificatorias a Copas del Mundo
| Eliminatorias                   | Resultado    | Posición | Partidos | Goles | Asistencias |
| ------------------------------- | ------------ | -------- | -------- | ----- | ----------- |
| Eliminatorias Norteamérica 2026 | Disputándose | 10°      | 11       | 0     | 1           |

### Partidos internacionales
Actualizado hasta el 10 de junio de 2025.
| Partidos internacionales | Partidos internacionales | Partidos internacionales                 | Partidos internacionales | Partidos internacionales | Partidos internacionales | Partidos internacionales | Partidos internacionales | Partidos internacionales | Partidos internacionales          |
| N.º                      | Fecha                    | Estadio                                  | Local                    | Resultado                | Visitante                | Goles                    | Asistencias              | DT                       | Competición                       |
| ------------------------ | ------------------------ | ---------------------------------------- | ------------------------ | ------------------------ | ------------------------ | ------------------------ | ------------------------ | ------------------------ | --------------------------------- |
| 1                        | 17 de octubre de 2023    | Monumental, Maturín, Venezuela           | Venezuela                | 3-0                      | Chile                    |                          |                          | Eduardo Berizzo          | Clasificatorias Norteamérica 2026 |
| 2                        | 16 de noviembre de 2023  | Monumental, Santiago, Chile              | Chile                    | 0-0                      | Paraguay                 |                          |                          | Eduardo Berizzo          | Clasificatorias Norteamérica 2026 |
| 3                        | 21 de noviembre de 2023  | Rodrigo Paz Delgado, Quito, Ecuador      | Ecuador                  | 1-0                      | Chile                    |                          |                          | Nicolás Córdova          | Clasificatorias Norteamérica 2026 |
| 4                        | 11 de junio de 2024      | Nacional, Santiago, Chile                | Chile                    | 3-0                      | Paraguay                 |                          |                          | Ricardo Gareca           | Amistoso                          |
| 5                        | 5 de septiembre de 2024  | Monumental, Buenos Aires, Argentina      | Argentina                | 3-0                      | Chile                    |                          |                          | Ricardo Gareca           | Clasificatorias Norteamérica 2026 |
| 6                        | 10 de octubre de 2024    | Nacional, Santiago, Chile                | Chile                    | 1-2                      | Brasil                   |                          | 2' a Eduardo Vargas      | Ricardo Gareca           | Clasificatorias Norteamérica 2026 |
| 7                        | 15 de octubre de 2024    | Metropolitano, Barranquilla, Colombia    | Colombia                 | 4-0                      | Chile                    |                          |                          | Ricardo Gareca           | Clasificatorias Norteamérica 2026 |
| 8                        | 15 de noviembre de 2024  | Monumental, Lima, Perú                   | Perú                     | 0-0                      | Chile                    |                          |                          | Ricardo Gareca           | Clasificatorias Norteamérica 2026 |
| 9                        | 20 de marzo de 2025      | Defensores del Chaco, Asunción, Paraguay | Paraguay                 | 1-0                      | Chile                    |                          |                          | Ricardo Gareca           | Clasificatorias Norteamérica 2026 |
| 10                       | 25 de marzo de 2025      | Nacional, Santiago, Chile                | Chile                    | 0-0                      | Ecuador                  |                          |                          | Ricardo Gareca           | Clasificatorias Norteamérica 2026 |
| 11                       | 5 de junio de 2025       | Nacional, Santiago, Chile                | Chile                    | 0-1                      | Argentina                |                          |                          | Ricardo Gareca           | Clasificatorias Norteamérica 2026 |
| 12                       | 10 de junio de 2025      | Municipal de El Alto, El Alto, Bolivia   | Bolivia                  | 2-0                      | Chile                    |                          |                          | Ricardo Gareca           | Clasificatorias Norteamérica 2026 |
| Total                    | Total                    | Total                                    | Presencias               | 12                       | Goles                    | 0                        | 1                        |                          |                                   |

| Selección chilena | Selección chilena | Selección chilena |
| Año               | Partidos          | Goles             |
| ----------------- | ----------------- | ----------------- |
| 2023              | 3                 | 0                 |
| 2024              | 5                 | 0                 |
| 2025              | 4                 | 0                 |
| Total             | 12                | 0                 |

## Estadísticas

### Clubes
| Club                    | Div.          | Temporada     | Liga  | Liga  | Liga   | Copas nacionales | Copas nacionales | Copas nacionales | Torneos internacionales | Torneos internacionales | Torneos internacionales | Total | Total | Total  |
| Club                    | Div.          | Temporada     | Part. | Goles | Asist. | Part.            | Goles            | Asist.           | Part.                   | Goles                   | Asist.                  | Part. | Goles | Asist. |
| ----------------------- | ------------- | ------------- | ----- | ----- | ------ | ---------------- | ---------------- | ---------------- | ----------------------- | ----------------------- | ----------------------- | ----- | ----- | ------ |
| Fernández Vial · Chile  | 3.ª           | 2020          | 20    | 1     | 1      | —                | —                | —                | —                       | —                       | —                       | 20    | 1     | 1      |
| Fernández Vial · Chile  | 2.ª           | 2021          | 6     | 1     | 1      | 6                | 0                | 0                | —                       | —                       | —                       | 12    | 1     | 1      |
| Fernández Vial · Chile  | 2.ª           | 2022          | 25    | 2     | 2      | 3                | 0                | 0                | —                       | —                       | —                       | 28    | 2     | 2      |
| Fernández Vial · Chile  | Total club    | Total club    | 51    | 4     | 4      | 9                | 0                | 0                | 0                       | 0                       | 0                       | 60    | 4     | 4      |
| Huachipato · Chile      | 1.ª           | 2023          | 16    | 4     | 1      | 2                | 0                | 0                | —                       | —                       | —                       | 18    | 4     | 1      |
| Huachipato · Chile      | 1.ª           | 2024          | 11    | 0     | 1      | 1                | 0                | 0                | 6                       | 1                       | 0                       | 18    | 1     | 1      |
| Huachipato · Chile      | Total club    | Total club    | 27    | 4     | 2      | 3                | 0                | 0                | 6                       | 1                       | 0                       | 36    | 5     | 2      |
| Independiente Argentina | 1.ª           | 2024          | 18    | 2     | 3      | 2                | 0                | 0                | —                       | —                       | —                       | 20    | 2     | 3      |
| Independiente Argentina | 1.ª           | 2025          | 23    | 5     | 2      | 3                | 0                | 1                | 7                       | 2                       | 1                       | 33    | 7     | 4      |
| Independiente Argentina | Total club    | Total club    | 41    | 7     | 5      | 5                | 0                | 1                | 7                       | 2                       | 1                       | 53    | 9     | 7      |
| Total carrera           | Total carrera | Total carrera | 119   | 15    | 11     | 17               | 0                | 1                | 13                      | 3                       | 1                       | 149   | 18    | 13     |
| 1. 2. 3.                |               |               |       |       |        |                  |                  |                  |                         |                         |                         |       |       |        |

### Selecciones
| Selección      | Temporada     | Amistosos | Amistosos | Amistosos | Sudamérica | Sudamérica | Sudamérica | Mundial | Mundial | Mundial | Total | Total | Total  |
| Selección      | Temporada     | Part.     | Goles     | Asist.    | Part.      | Goles      | Asist.     | Part.   | Goles   | Asist.  | Part. | Goles | Asist. |
| -------------- | ------------- | --------- | --------- | --------- | ---------- | ---------- | ---------- | ------- | ------- | ------- | ----- | ----- | ------ |
| Sub-23 · Chile | 2023          | —         | —         | —         | 4          | 0          | 0          | —       | —       | —       | 4     | 0     | 0      |
| Sub-23 · Chile | Total         | 0         | 0         | 0         | 4          | 0          | 0          | 0       | 0       | 0       | 4     | 0     | 0      |
| Adulta · Chile | 2023          | —         | —         | —         | 3          | 0          | 0          | —       | —       | —       | 3     | 0     | 0      |
| Adulta · Chile | 2024          | 1         | 0         | 0         | 4          | 0          | 1          | —       | —       | —       | 5     | 0     | 1      |
| Adulta · Chile | 2025          | 0         | 0         | 0         | 4          | 0          | 0          | —       | —       | —       | 4     | 0     | 0      |
| Adulta · Chile | Total         | 1         | 0         | 0         | 11         | 0          | 1          | 0       | 0       | 0       | 12    | 0     | 1      |
| Total carrera  | Total carrera | 1         | 0         | 0         | 15         | 0          | 1          | 0       | 0       | 0       | 16    | 0     | 1      |
| 1.             |               |           |           |           |            |            |            |         |         |         |       |       |        |

### Resumen estadístico
| Competición                   | Partidos | Goles | Asistencias |
| ----------------------------- | -------- | ----- | ----------- |
| Primera División de Chile     | 27       | 4     | 2           |
| Primera División de Argentina | 41       | 7     | 4           |
| Primera B de Chile            | 31       | 3     | 3           |
| Segunda División de Chile     | 20       | 1     | 1           |
| Copa Chile                    | 11       | 0     | 0           |
| Supercopa de Chile            | 1        | 0     | 0           |
| Copa Argentina                | 5        | 0     | 1           |
| Copa Libertadores             | 5        | 1     | 0           |
| Copa Sudamericana             | 8        | 2     | 1           |
| Selección adulta              | 12       | 0     | 1           |
| Total                         | 161      | 18    | 13          |

## Palmarés

### Campeonatos nacionales
| Título                       | Equipo                | País  | Año  |
| ---------------------------- | --------------------- | ----- | ---- |
| Segunda División Profesional | Arturo Fernández Vial | Chile | 2020 |
| Primera División             | Huachipato            | Chile | 2023 |